# Музей пива (Саппоро)
Музей пива в Саппоро (яп. サッポロビール博物館 Саппоро би:ру хакубуцукан) — единственный в Японии музей пива. Расположен в районе Хигаси-ку города Саппоро на острове Хоккайдо.

## История
История музея восходит к периоду революции Мэйдзи, когда в конце XIX века англичанин Уильям Смит Кларк начал производство пива в Саппоро. В 1890 году на третьем этаже здания завода открылся заводской музей. Он стал пользоваться бешеной популярностью и в 1987 году под музей отдали всё здание завода. Ежегодно музей посещают более 100 000 человек.

## Музей и экспонаты
Музей имеет три этажа, и вход в него бесплатный. В музее можно посетить экскурсию. В музее представлены панели с историей людей, связанных с пивной промышленностью, и пивоваренной компании Sapporo Brewery. Среди других экспонатов — пивные бутылки, вывески, плакаты, миниатюры здания и инструменты для варки пива. Некоторые из них действительно использовались на пивоварне до Второй мировой войны.
Поскольку некоторые продукты пивоваренной компании Dai-Nippon, предшественницы Sapporo Brewery, также были размещены в музее, материалы, связанные с пивом Yebisu, выставлены так же, как и материалы, связанные с пивом Sapporo. На втором этаже расположен музейный бар, где посетители могут попробовать алкогольную продукцию пива Sapporo. На первом этаже находится ресторан «Звездный зал» и музейный магазин. В парке «Сад Саппоро» также находится торговый центр «Арио Саппоро» и «Сад пива Саппоро», который соединен с музеем.